# Leea rubra
Planta arbustiva que pode assumir a forma de uma pequena árvore, com altura até 2,0 metros e folhagem perene.
As folhas são compostas de folíolos pequenos de cor verde arroxeada bem escuro, de borda ondulada, estreitos e acuminados.
As flores são avermelhadas bem pequenas, reunidas em inflorescência densa tipo racemo. São meio raras e quase passam despercebidas entre a massa vegetal.
Pode ser cultivada em todo o país, embora para as regiões de inverno intenso recomende seu recolhimento para cultivo protegido até a primavera.